# Francia en los Juegos Olímpicos de Sochi 2014
Francia estuvo representada en los Juegos Olímpicos de Sochi 2014 por un total de 116 deportistas que compitieron en 12 deportes. Responsable del equipo olímpico fue el Comité Nacional Olímpico y Deportivo Francés, así como las federaciones deportivas nacionales de cada deporte con participación.
El portador de la bandera en la ceremonia de apertura fue el esquiador de combinada nórdica Jason Lamy-Chappuis.

## Medallistas
El equipo olímpico francés obtuvo las siguientes medallas:
| Nombre                                                                      | Deporte          | Competición        |
| --------------------------------------------------------------------------- | ---------------- | ------------------ |
| Oro                                                                         |                  |                    |
| Martin Fourcade                                                             | Biatlón          | 12,5 km M          |
| Martin Fourcade                                                             | Biatlón          | 20 km M            |
| Jean-Frédéric Chapuis                                                       | Esquí acrobático | Campo a través M   |
| Pierre Vaultier                                                             | Snowboard        | Campo a través M   |
| Plata                                                                       |                  |                    |
| Martin Fourcade                                                             | Biatlón          | 15 km M            |
| Arnaud Bovolenta                                                            | Esquí acrobático | Campo a través M   |
| Marie Martinod                                                              | Esquí acrobático | Halfpipe F         |
| Steve Missillier                                                            | Esquí alpino     | Eslalon gigante M  |
| Bronce                                                                      |                  |                    |
| Jean-Guillaume Béatrix                                                      | Biatlón          | 12,5 km M          |
| Kevin Rolland                                                               | Esquí acrobático | Halfpipe M         |
| Jonathan Midol                                                              | Esquí acrobático | Campo a través M   |
| Alexis Pinturault                                                           | Esquí alpino     | Eslalon gigante M  |
| Jean-Marc Gaillard Maurice Manificat Robin Duvillard Ivan Perrillat-Boiteux | Esquí de fondo   | 4 × 10 km M        |
| Coline Mattel                                                               | Saltos en esquí  | Trampolín normal F |
| Chloé Trespeuch                                                             | Snowboard        | Campo a través F   |